# Suat Mamat
Suat İsmail Mamat (Bakırköy, 8 de novembro de 1930 - 3 de fevereiro de 2016) foi um futebolista e treinador turco, que atuava como atacante.

## Carreira
Suat Mamat fez parte do elenco da Seleção Turca de Futebol que disputou a Copa do Mundo de 1954.

## Ligações Externas
- Perfil em FIFA.com (em inglês)